# Suramericano de Natación de 2004 - 100 m. Espalda Femenino
La prueba de 100 m espalda femenino del campeonato sudamericano de natación de 2004 se realizó el 28 de marzo de 2004, el cuarto y último día de competencias del campeonato. Una nadadora logró la marca clasificatoria a los Juegos Olímpicos de Atenas 2004.

## Resultados
| Posición | Carril | Nadador           | Tiempo       |
| -------- | ------ | ----------------- | ------------ |
| 1        | 4      | Fabiola Molina    | 1:03.74. MCO |
| 2        | 5      | Serrana Fernández | 1:06.05.     |
| 3        | 6      | Laura Crespo      | 1:06.27      |
| 4        | 3      | Laura Gómez       | 1:08.28..    |
| 5        | 2      | Manuela Morano    | 1:08.38.     |
| 6        | 7      | Soledad Vago      | 1:08.81.     |
| 7        | 8      | Nicole Mármol     | 1:08.86..    |
| 8        | 1      | Francy Palma      | 1:09.10.     |

- MCO: Marca Clasificatoria a Olímpicos.